# Аурел Влаику (пилот)
Аурел Влаику (19. новембар 1882 — 13. септембар 1913) био је румунски инжењер, проналазач, конструктор авиона и рани пилот.

## Биографија
Аурел Влаику је рођен у селу Бинтинти у Трансилванији, Аустро-Угарска . Године 1925, који је тада био део Румуније, преименован је у Aurel Vlaicuу, и сада је део града Ђеоађу. Похађао је калвинистичку средњу школу у Ораштију (преименовану у Гимназију Аурел Влаику у његову част 1919.) и матурирао је у Сибињу 1902. године. Био је средњошколски колега Петру Грозе, а у Сибиуу се спријатељио са Октавијаном Гогом. Влаику је наставио студије на Техничком универзитету у Будимпешти и Техничком Универзитету у Мунхиненустекавши диплому инжењера 1907.
Између 1907. и 1908. године Влаику је служио у аустроугарској морнарици, а првог септембра 1908. преузео је инжењерско место у фабрици аутомобила Опел у Риселсхајму.
Влаику је напустио Опел у марту 1909. и вратио се у Бинцинти, где је заједно са својим братом Јоном направио једрилицу која је први пут полетела у лето 1909. године. У октобру 1909. године, по савету Октавијана Гоге, преселио се у Краљевину Румунију, где је уз помоћ румунско-трансилванијских исељеника добио финансијску подршку за изградњу свог првог авиона на мотор, након неколико демонстрационих летова са моделима на гумени погон. пред представницима румунске владе и новинарима.
Првог новембра 1909. започео је изградњу свог првог моторног авиона.. Са Vlaicu Nr. је први пут летео 17. јуна 1910. изнад аеродрома Котроћени.
Дана 28. септембра 1910. године, у оквиру јесењих војних вежби, Влаику је својим авионом прелетео из Слатине у Пјатру Олт носећи поруку, што је рани пример коришћења авиона у војне сврхе.
Између 23. и 30. јуна 1912. Влаику се са њим такмичио на Међународној недељи летења у Асперну – Беч (Дие интернатионале Флугвоцхе ин Виен), против 42 друга авијатичара, укључујући Ролана Гароас. Влаику је освојио награде од укупно 7.500 аустроугарских круна за прецизно слетање, бацање пројектила и чврсто летење око мотке. Овом приликом му је издата ФАИ пилотска дозвола број 52. По повратку из Асперна летео је демонстрационим летовима широм Трансилваније.
Наредни авион Vlaicu Nr. III завршили су његови пријатељи и неколико кратких пробних летова извршио је током 1914. војни пилот Петре Мацавеи. Даље тестове ометале су необичне контроле. Године 1916, током немачке окупације Букурешта, авион је заплењен и послат у Немачку, а последњи пут су га румунски војни официри видели 1942. године на изложби авијације у Берлину, иако се о томе не помиње у референцама на изложби у Берлину.
Аурел Влаику је умро 13. септембра 1913. у близини Кампине, на периферији општине Банешти док је покушавао да први прелети Карпате у свом сада већ остарелом. Vlaicu Nr. II. Очекивало се да ће учествовати на АСТРА свечаностима у Ораштију, близу Бинжинца.
Сахрањен је на гробљу Белу у Букурешту. Постхумно је изабран у Румунску академију 1948.

## Наслеђе
Седамнаести јун, дан првог летења на мотору Аурела Влаикуа, обележава се као Дан националног ваздухопловства Румуније.
Његово име је наведено на другом месту на Меморијалу херојима румунских ваздухопловаца у Букурешту, после Георгија Каранде и пре његовог пријатеља и колеге пилота, Георгија Негела, који је погинуо у авионској несрећи месец дана после Влаикуа, 11. октобра 1913 
У његовом родном селу основан је музеј у његову част. И подигнут је споменик у близини Банештија где је срушио свој авион.
Други највећи аеродром у Румунији, ТАРОМ Аирбус А318-111 и Универзитет Аурел Влаику, јавни универзитет основан 1991. године у Араду, сви су названи по њему.
Новчаница од 50 румунских леја на аверсу садржи његов портрет, а на реверсу цртеж једног од његових авиона и пресек мотора авиона.
Комеморативни новчић од 50 бани издала је Румунска народна банка 2010. године.
У спомен на њега названа је метро станица у Букурешту, метро станица Аурел Влаику.
Његов живот је био тема романа „Maistorasul Aurel, ucenicul lui Dumnezeu: Cronica vremii si vietii lui Vlaicu“ Виктора Јона Попе (објављен 1939) и „Flăcăul din Binţinţi“ Константина Гибана (објављен 1939. године) теи филма Мирчее Драгана (1978).
Музеј у Деви је 2010. наручио неколико стотина шољица у знак сећања на 100. годишњицу Влаикуовог првог лета. Дизајнери шољица су користили слику постављену на Википедију на којој се види још један пионир румунске авијације, Трајан Вуиа, који је погрешно означен као Аурел Влаику (назив слике за отпремање на Википедији Aurel Vlaicu avionul). Од маја 2018. нетачна слика се и даље користи на неколико веб локација.